# Ligação covalente dativa

Um exemplo de ligação dativa, no íon de amônio.

Ligação covalente dativa, também conhecida como ligação semipolar, ligação covalente coordenada, ou simplesmente como ligação dativa ou coordenada, é descrita como uma ligação covalente entre dois átomos, na qual os dois elétrons compartilhados provêm do mesmo átomo. A distinção para uma mera ligação covalente é artificial, embora seja comumente encontrada em livros-texto. Uma vez que a ligação dativa seja formada, sua força e demais características não têm diferença das de outras ligações covalentes polares.
Ligações dativas ocorrem quando um ácido de Lewis (um receptor de elétrons) recebe um par de elétron de uma base de Lewis (um doador de elétrons), para formar um aduto. O processo formativo da ligação dativa é chamado de coordenação. O átomo (ou molécula) doador de elétrons adquire carga formal positiva, enquanto o átomo (ou molécula) receptor adquire carga formal negativa. Na realidade, ligações covalentes dativas são apenas explicações didáticas para uma melhor visão da estrutura da molécula ou do íon. Existem apenas ligações covalentes comuns. Isso é explicado pela teoria de expansão de octeto, que átomos, geralmente do terceiro período para frente (por exemplo o enxofre), podem fazer a expansão e se estabilizarem com mais elétrons na valência fugindo, assim, da regra do octeto.